# Shu Kameshima
Shu Kameshima (亀島 周 Kameshima Shu?), född 21 april 1993 i Hiroshima prefektur, är en japansk fotbollsspelare.
Kameshima började sin karriär 2016 i Gainare Tottori. Han spelade 24 ligamatcher för klubben.